# Петренко, Дмитрий Филиппович
Дми́трий Фили́ппович Петре́нко (8 октября 1908, с. Великая Рублёвка, ныне Котелевский район, Полтавская область — 21 января 1940) — командир пулемётного взвода 4-й роты 4-го пограничного полка Народного комиссариата внутренних дел (НКВД) СССР, младший лейтенант, Герой Советского Союза.

## Биография
Родился 8 октября 1908 года в семье крестьянина. Украинец. Окончил начальную школу. Работал в колхозе.
В Пограничных войсках ОГПУ СССР с 1930 года, служил красноармейцем в 14-м пограничном отряде войск ОГПУ Белорусской ССР. После окончания школы младшего начальствующего состава в этом отряде в 1932 году стал командиром отделения, а позднее — командиром взвода маневренной группы. В 1934 году переведён во Внутренние войска НКВД СССР и служил в частях Главного управления исправительно-трудовых лагерей. В 1939 году назначен командиром взвода 1-го мотострелкового полка войск НКВД Белорусской ССР.
Участник советско-финской войны 1939—40 годов, 29 декабря 1939 года назначен командиром пулемётного взвода 4-й роты 4-го пограничного полка НКВД. Младший лейтенант Дмитрий Петренко отличился в январе 1940 года. Его взвод в составе роты овладел важной высотой на питкярантском направлении. После гибели командира роты и политрука Д. Ф. Петренко принял командование ротой. Находясь в окружении в течение сорока дней, рота отбила все атаки противника, нанесла ему большой урон в живой силе. В одном из боёв, при выходе из окружения, 21 января 1940 года погиб.
Указом Президиума Верховного Совета СССР от 26 апреля 1940 года «за успешное выполнение боевых заданий Правительства по охране государственных границ и проявленные при этом отвагу и геройство» младшему лейтенанту Петренко Дмитрию Филипповичу посмертно присвоено звание Героя Советского Союза с награждением орденом Ленина и медалью «Золотая Звезда».
Похоронен в братской могиле в городе Питкяранта.

## Память
- Именем Героя названа улица в селе Великая Рублёвка.
- Мемориальная доска на здании школы, где учился Герой.